# زوکودیان
زوکودیان غارهایی در پکن هستند که اکتشافات باستان‌شناسی بسیاری در ان‌ها صورت گرفته، از جمله اکتشافات در این غارها یکی از اولین نمونه‌های هومو ارکتوس که لقب مرد شهر پکن را گرفته و تپهٔ استخوان‌های غول پیکر است.مرد شهر پکن حدود ۷۵۰٫۰۰۰ تا ۲۰۰٫۰۰۰ سال پیش در این غار زندگی می‌کرده‌است.این مکان باستان‌شناسی اولین بار توسط یوهان گونار اندرسون در سال ۱۹۲۱ کشف شد و در بین سال‌های ۱۹۲۱ و ۱۹۲۳ موفق به کشف دو دندان انسان شد.